# (8754) Leucorodia
(8754) Leucorodia ist ein Asteroid des äußeren Hauptgürtels, der am 24. September 1960 von dem niederländischen Astronomenehepaar Cornelis Johannes van Houten und Ingrid van Houten-Groeneveld entdeckt wurde. Die Entdeckung geschah im Rahmen des Palomar-Leiden-Surveys, bei dem von Tom Gehrels mit dem 120-cm-Oschin-Schmidt-Teleskop des Palomar-Observatoriums aufgenommene Feldplatten an der Universität Leiden durchmustert wurden.
Der Asteroid ist Mitglied der Koronis-Familie, einer Gruppe von Asteroiden, die nach (158) Koronis benannt ist. Die zeitlosen (nichtoskulierenden) Bahnelemente von (8754) Leucorodia sind fast identisch mit denjenigen von vier kleineren, wenn man von der Absoluten Helligkeit von 14,2, 15,7, 15,5 und 16,2 gegenüber 13,1 ausgeht, Asteroiden: (18462) Riccò, (161628) 2005 YW29, (204518) 2005 EM25 und (240713) 2005 GK110.
(8754) Leucorodia ist nach dem Löffler benannt, einem Schreitvogel, dessen wissenschaftlicher Name Platalea leucorodia lautet. Zum Zeitpunkt der Benennung des Asteroiden am 2. Februar 1999 befand sich der Löffler auf der niederländischen Roten Liste gefährdeter Arten.